# Державні утворення на території сучасної України

## Античні часи
- Скіфська держава: VII—III ст. до н. е.

Скіфи населяли степи від Малої Скіфії (частина Румунії та Болгарії) до Сибіру. У VII ст. до н. е. скіфи витіснили з Північного Причорномор'я племена кімерійців, утворивши тут пізніше свою державу з центром на Нижньому Дніпрі. У III ст. до н. е. розпорошені і витиснуті сарматськими племенами з степів (частково в Крим і до гирла Дніпра, де поступово злилися з місцевим населенням).
- Давньогрецькі поліси Північного Причорномор'я VII ст. до н. е. — V ст. н. е.:

- - Борисфен (на острові в гирлі Дніпра);
  - Тіра (нині Білгород-Дністровський);
  - Ольвія (район Очакова);
  - Керкінітида (нині на території міста Євпаторія);
  - Херсонес (нині на території міста Севастополь);
  - Феодосія (нині на території міста Феодосія);
  - Пантікапей з прилеглими дрібнішими колоніями (Німфей, Тірітака та ін.) — пізніше центр Боспорського царства (нині на території міста Керч);

Практично всі загинули або перенесли найглибшу кризу у часи великих переселень народів у III—V ст. н. е., після чого вже не змогли відродитися як самостійні утворення.
- Боспорське царство — 480 до н. е. — кінець II століття до н. е., на території Криму з багатьма містами в Російському Приазов'ї.
- Понтійське царство III—I століття до н. е. — Мала Азія, Північне Причорномор'я, у тому числі Боспор в I столітті до н. е. Розбите Римом і незведене до статусу васала.
- Римська імперія — I століття до н. е. — III століття н. е. — Землі в пониззі Дунаю, Ольвія, Херсонес з околицями були прикордонними територіями Імперії, чиї володіння знаходились на південь і на захід. Відома римська фортеця Харакс на південь від Ялти.
- Держава готів Оюм — спочатку Польща, потім Україна, Східна Румунія, Молдова — III—IV ст. н. е. Столиця — Данпрстадт — ймовірно на Дніпрі між Дніпром та Запоріжжям або в районі Києва. З готами пов'язують Черняхівську культуру, а також залишки т. з. Зміївих валів у Центральній Україні загальною довжиною понад 1000 км. Розбиті гунами в 375 р., вони втекли у межі Візантійської імперії і далі в Західну Європу, де заснували пізніше великі царства в Італії-Паннонії та Південній Галії-Іспанії.
- Держава гунів — IV—V ст. — від майбутньої Франції до Поволжя в V столітті н. е., з центром на землях Поволжя, потім Нижнього Дніпра і в Паннонії. Розпалася невдовзі після смерті вождя Аттіли в 453 році. Залишки гунських орд розчинилися в Європі, а частково відкочували на схід у степи Євразії.
- Антський союз — від IV ст. до 602 р..

## Середньовіччя

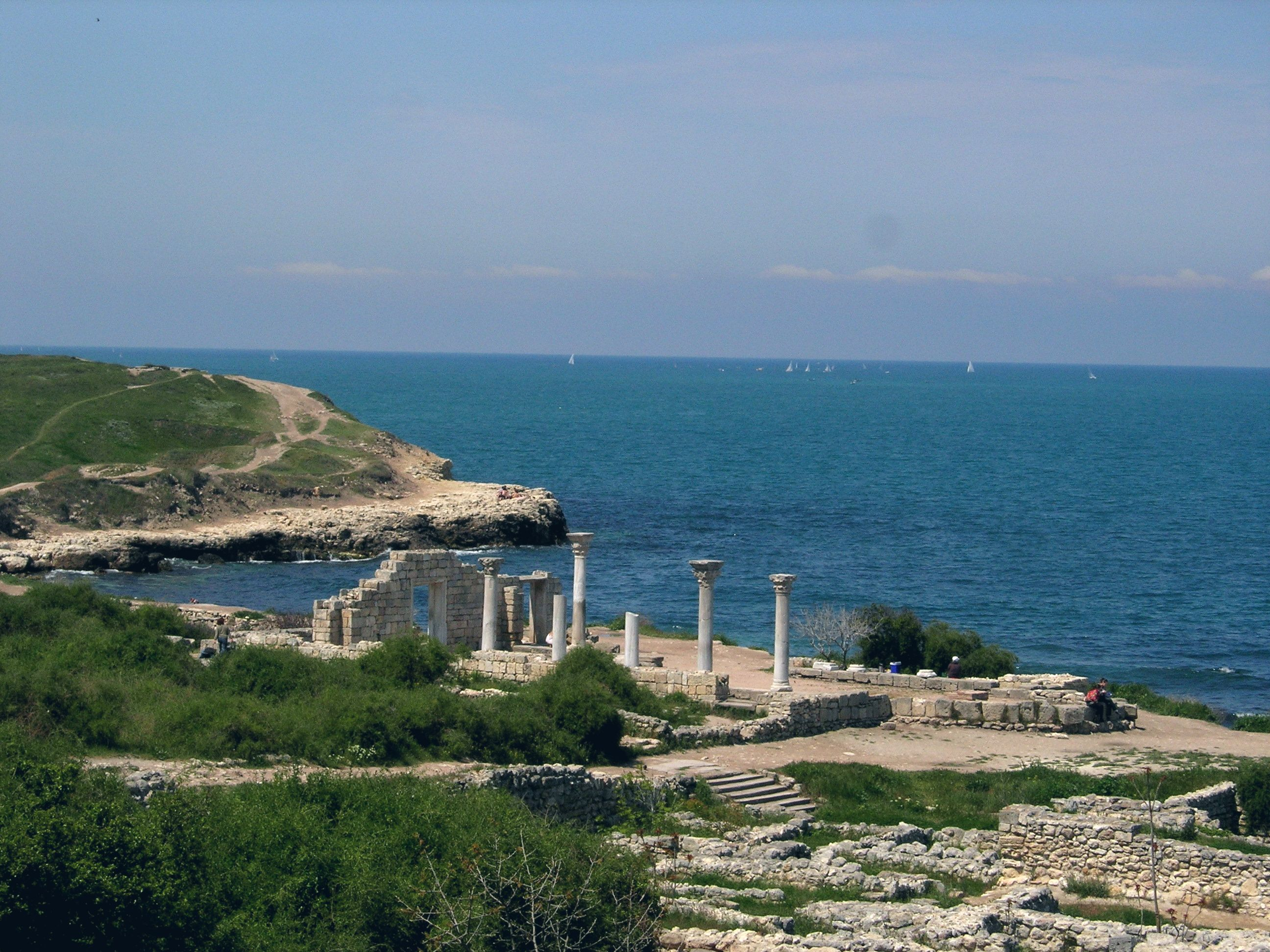
Залишки Херсонеса

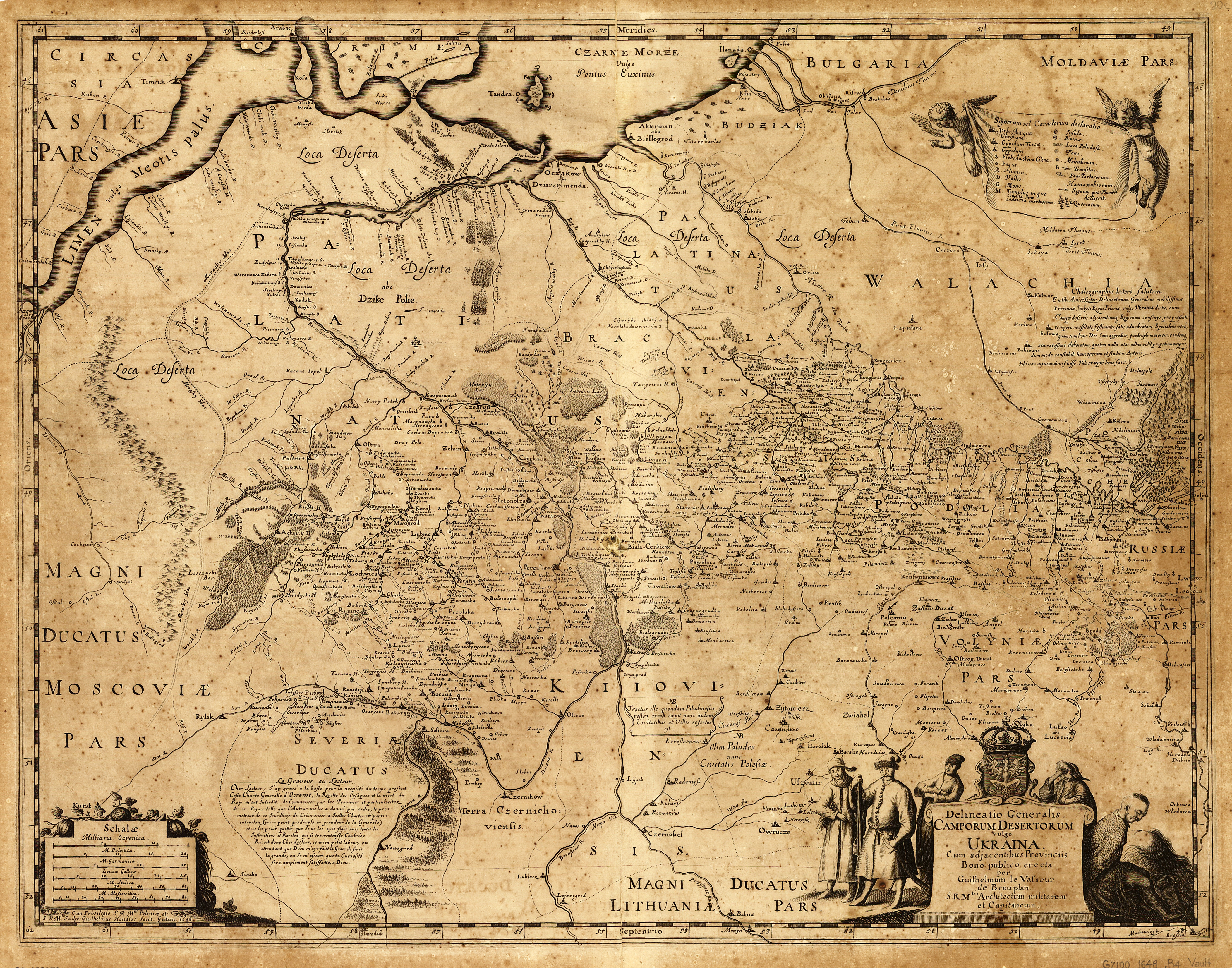
Мапа України 1648

- Візантійська імперія — VI—X століття. Константинополь контролював південну частину Криму з центром у Херсонесі, що був васалом імперії.
- Велика Булгарія — 635—650 рр. — Приазов'я, нижнє і середнє Придніпров'я. Розбите хозарами. Переможені булгари відкочували у Середнє Поволжя, на Балкани, Північний Кавказ.
- Хозарський каганат — 650—965 рр. — Нижня Волга (столиця в дельті), Північний Кавказ, Дон, Сіверський Донець, Приазов'я, східний Крим. У залежності перебували племена Поволжя та Середнього Подніпров'я. Розбитий київським князем Свендіслейфом (Святославом Ігоровичем).
- Київська Русь — держава від дельти Дунаю і Тмуторокані до Балтики, Білого моря і Верхнього Поволжя. Як єдина держава з центром у Києві існувала з 882 р. (за скандинавською версією походження Русі, коли з Новгорода прийшла варязька дружина на чолі з Олегом і посадила правити в Києві Ігоря — сина Рюрика) до 1054 року, коли була розділена нащадками Ярослава на низку незалежних, часто ворогуючих князівств. Остаточно розпалася після 1132 р. Влада старшого — Великого князя — була після цього зазвичай лише номінальною, а в країні сформувалися нові регіональні центри: Галич, Суздаль та Володимир (де зазвичай і сидів відтоді Великий князь), Великий Новгород, Чернігів.
- Угорське королівство — XI—XVI століття. Після розпаду Київської Русі угорці зайняли Закарпаття. Після розгрому Угорщини турками в 1526 р. ці землі потрапили під контроль Трансильванського князівства (васалу Османської імперії), а після 1699 р. — Австрійської імперії.
- Давньоруські князівства, що виникли у ХІ — ХІІ ст. внаслідок розпаду Київської Русі і протягом XIV ст. увійшли переважно до складу Великого князівства Литовського:
  - Київське князівство — з 1132 р., ще до монгольської навали опустилось до розряду другорядних князівств і практично увійшло до складу Галицько-Волинського князівства. У 1362 р. увійшло до складу литовських володінь, остаточно ліквідовано в 1470 р.
  - Чернігівське князівство (1054—1356) — у 1356 р. увійшло до складу Великого князівства Литовського, після чого припинило існування. В 1503—1618 рр. Чернігівщина перебувала під владою Московського царства, після чого на короткий проміжок часу знов увійшла до складу Речі Посполитої (до 1648 р.)
  - Переяславське князівство (1054—1239) — знищено монголами.
  - Сіверське князівство (1097—1523) — виокремилось зі складу Чернігівського князівства; ліквідовано Московським царем, під владу якого потрапило після 1503 р.
  - Турівське князівство (Полісся).
  - Галицьке князівство (1144—1199) — утворилося після з'єднання Перемишльського, Звенигородського і Теребовльского князівств (уділів) і в 1199 р. злилось з Волинським в Галицько-Волинське князівство.
  - Волинське князівство (1054—1154) — розділилось на Володимирське і Луцьке.
  - Луцьке князівство (1154—1228) — увійшло до складу Галицько-Волинського князівства.
- Галицько-Волинське князівство (1199—1349) — Західна, а згодом майже вся Правобережна Україна, включно з Києвом, Волинь, Полісся, Холмщина, Підляшшя, Чорна Русь, Закарпаття, Північне Причорномор'я. Після занепаду династії Романовичів, ослаблене боярськими суперечками, було поступово захоплене литовцями (північ) і поляками.
- Золота Орда — 1240 — 1445/1502 рр. — Причорноморські та Приазовські степи до Дністра. Держава войовничих кочівників з нащадками Чингісхана на чолі. Столиця (Сарай) знаходилась на Нижній Волзі. Згодом держава через внутрішні суперечки розпалася на низку ханств (в тому числі Кримське) і кочуючих степами орд (у тому числі Ногайська).
- Князівство Феодоро — XIII—XV ст. — Феодальне християнське князівство в передгір'ях південного Криму, затиснуте між татарськими степами та генуезькими володіннями на узбережжі. Столиця — фортеця Мангуп. Захоплено турками в 1475 році.
- Венеційська республіка — XIII—XIV століття. Венеціанські торговці викупили у золотоординських ханів право заснувати факторії на чорноморському узбережжі. Вони закріпилися у Білгороді-Дністровському і на Південному березі Криму — у Судаку. За допомогою Константинополя витіснені конкурентами — генуезцями.
- Генуезька республіка — XIII—XV століття. Володіла колоніями в Криму (Чембало, Гурзуф, Солдайя, Воспоро, Каффа) і в гирлі Дністра (Бєлгород). У 1475 році генуезькі фортеці були захоплені турками.

- Велике князівство Литовське — 1325/1430 — 1569. Ослаблені боротьбою один з одним і з татарами західно-руські князівства поступово підпорядкувало собі Велике князівство Литовське, яке згодом ліквідувало автономію князівств. Перед зовнішньою загрозою об'єдналося з сусідньою Польщею у 1569 р. у Річ Посполиту. За умовами Люблінської унії 1569 р. українські землі перейшли до Польщі.
- Королівство Польське — (1349—1569 — безпосередньо Польща, 1569—1795 — Річ Посполита) — збройна боротьба між Києвом та Польщею за прикордонні Червенські городи точилась ще з ХІ ст. Остаточно Польща закріпилась у теперішній Західній Україні у 1349 р., після завоювання Галицького королівства. Після Люблінської унії 1569 р. і створення Річі Посполитої до польських володінь в Україні також долучились Волинь, Київщина та Поділля.
- Молдавське князівство — XIV—XIX століття — Молдова контролювала деякі прилеглі до неї райони — частину Буджаку на півдні Бессарабії та Буковину. У XV—XIX століттях було васалом Османської імперії.
- Кримське ханство — 1441—1783 рр., — спочатку на території Криму, Одеської, Запорізької, Херсонської, Миколаївської та Донецької областей, в подальшому — Крим та землі, де кочували ногайські васальні племена: Лівобережжі нижнього Дніпра та Приазов'я, а також Кубань.
- Османська імперія — 1475 — 1774/1812. Турки контролювали Причорноморські степи від гирла Дунаю до гирла Дніпра, Південний берег Криму і район Керчі (центр — Кафа). В кінці XVII ст., втрутившись в громадянську війну в Україні, Порта деякий час володіла Поділлям. Витиснута з регіону Російською імперією в ході низки воєн.
- Велике князівство Руське (1432 — 1435) — державне утворення на території Литовсько-Руської держави (Велике князівство Литовське, Руське і Жемайтійське), що існувало з вересня 1432 р. до літа 1435 р. Виникло внаслідок громадянської війни у Великому князівстві Литовському, Руському та Жемантійському 1432-38 рр. Об'єднувало майже всі українські землі.
- Річ Посполита (1569 — 1648/1795). Створена в результаті Польсько-Литовського об'єднання в 1569 р. При цьому українські землі (Київщина, Поділля, Волинь, Полтавщина) зі складу литовської частини перейшли до складу польських володінь. У 1618 р. росіяни полякам вдалось витіснити росіян з Чернігова та Сіверщини. Але після цього Річ Посполита поступово втрачає свої позиції у Придніпров'ї. (1648—1654 — повстання Богдана Хмельницького — втрата контроля над Наддніпрянською Україною, 1667 — Лівобережжя та Київ відходять до Росії) Ослаблена внутрішніми чварами, повстаннями (в основному в Україні) і війнами з сусідами в 1772, 1793, 1795 роках була поділена між сусідами: Російською імперією, Австрійської імперією і Пруссією.

## Нова доба
- Військо Запорозьке та Гетьманщина — 1648/1654 — 1734/1775. Фактично незалежна держава в нинішніх центральних районах України, що утворилась після повстання козаків під проводом гетьмана Богдана Хмельницького у 1648 р. Не маючи можливості вести тривалу війну з Річчю Посполитою, гетьман при підтримці частини козацької верхівки попросив прийняти підконтрольні воєводства під заступництво московського царя. Протягом 80 років широка спочатку автономія Малоросії і козацтва поступово була зведена царським урядом нанівець, в 1764 році Катерина II остаточно ліквідувала систему гетьманського правління в Малоросії, а в 1775 році, після переможної війни з Туреччиною і придушення повстання О. Пугачова була остаточно ліквідована і Запорозька Січ, її землі передані Новоросійській губернії.

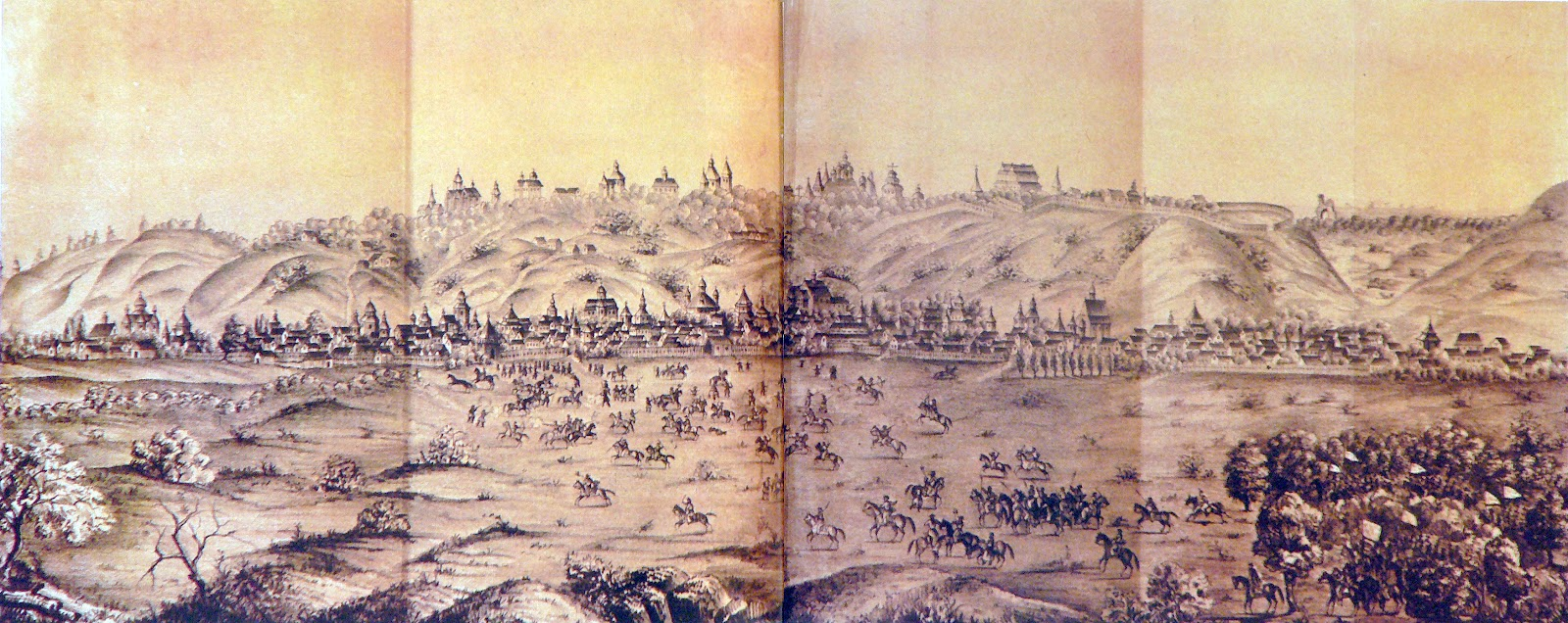
А. Вестерфельд, «Загальний вид Києва з боку Дніпра» 1651 рік

- Московське царство, Російська імперія (з 1654 р. — протекторат) — спочатку Лівобережна Україна (з 1654/1668), потім поступово вся Україна (1772, 1793, 1795) — розділи Речі Посполитої, крім Західної — Галичини; після воєн з Османською імперією 1676—1812 рр. за вихід до Чорного моря — Північне Причорномор'я, в тому числі Крим.
- Австрійська імперія, з 1867 р. — Австро-Угорщина (1699—1918) — Галичина (з 1772), Закарпаття (з 1699 р.) і Буковина (з 1775 р.). Після поразки в 1-й світовій війні в 1918 р. австрійські землі, населені українцями, дісталися Польщі (Галичина), Чехословаччині (Закарпаття) та Румунії (Буковина).

## XX століття
- Українська Народна Республіка — 1917—1918, 1918—1920 р. — об'єднала в собі українські губернії, крім півдня та сходу країни (Михайло Грушевський, Володимир Винниченко). Припинила своє існування у зв'язку з німецькою окупацією і переворотом Павла Скоропадського 29.04.1918 р. Відновлена після евакуації німців і втечі П. Скоропадського в грудні 1918 р. (Директорія Симона Петлюри) і остаточно припинила своє існування в 1920 р., програвши збройну боротьбу денікінцям і Радянській Росії.
- Українська Держава — квітень-грудень 1918 р. (Гетьман Павло Скоропадський під німецьким протекторатом). Після поразки Німеччини в 1-й світовій війні і виведення німецьких військ зайнята радянськими, потім білогвардійські військами і частинами відродженої УНР (С. Петлюра).
- Західноукраїнська Народна Республіка — 1918—1919 рр. — На українських землях колишньої Австро-Угорщини. Формально об'єдналася з УНР 22.01.1919 р. (так званий «Акт Злуки»). Розбита польськими військами (Й. Пілсудський). За Ризьким договором з Радянською Росією 1921 р. галицькі землі увійшли разом із Західною Волинню до складу Польщі.
- Гуцульська республіка (1918–1919)
- Команчанська республіка (1918  — 1919)
- Холодноярська республіка (1919–1922)
- Кримська Народна Республіка (1917–1918)
- Одеська Радянська Республіка (OРP) 1918 р.
- Донецько-Криворізька Радянська Республіка (ДКРР) 1918 р. розформована за рішенням радянської влади.

Адміністративні зміни сучасної території України 1921—1994

- Українська РСР у складі СРСР — 1922—1991 рр. Незалежність України проголошена 24.08.1991 — після провалу Серпневого путчу 1991 р.
- Кримська АРСР у складі РРФСР в 1921—1945 рр., у 1945 перетворена на область. У 1954 р. передана до складу УРСР.
- Польща (1921—1939) — Галичина і Волинь були закріплені за Польщею за Ризьким договором після радянсько-польської війни 1920 р. Приєднані до УРСР після німецько-радянського розподілу Польщі у вересні 1939 р.
- Румунія (1918—1940; 1941—1944) — Північна Буковина і Південна Бессарабія (Буджак). Скориставшись Громадянською війною в Росії, Румунія зайняла зазначені землі в 1918 р. У 1940 р. під натиском Й. Сталіна території були мирно передані СРСР. Після початку німецького вторгнення в СРСР Румунія не тільки відновила свою владу над втраченими роком раніше Буковиною і Бессарабією (створивши губернаторства Буковина і Бессарабія), а й поширила її на причорноморські степи між Дністром і Південним Бугом (т. зв. Трансністрія — в основному Одеська область).
- Чехословаччина (1918 — 1938/1945) — Закарпаття (Підкарпатська Русь, одна з 5 областей Чехословаччини, дісталася їй після розпаду Австро-Угорщини).
- Молдавська АРСР у складі УРСР (12.10.1924 — 02.08.1940) — займала прикордонні землі на лівому березі Дністра, а також землі на кордоні нинішніх Одеської та Вінницької областей. Міста — Бірзула, Балта, Тирасполь, Дубоссари, Ананьїв, Кодима. Після приєднання у 1940 р. до СРСР Бессарабії землі Молдавської АРСР розділено між Українською РСР та створеною Молдавською РСР.
- Карпатська Україна — незалежна держава, проголошена 15 березня 1939 року; проіснувала кілька годин.
- Угорщина — контролювала Закарпаття після розділу Чехословаччини в 1938 р. (1938—1944) і до приходу Червоної Армії.
- Закарпатська Україна — напівзалежна держава, утворена на Закарпатті після приходу Червоної Армії; існувала в 1944—1946 рр.
- Райхскомісаріат Україна — 1941—1944 рр. Центр — м. Брест, а потім — м. Рівне. Адміністративно-територіальна одиниця, створена Німеччиною на зайнятій під час Другої світової війни території УРСР (окрім прифронтових районів сходу та північного сходу республіки, де управління здійснювали армійські начальники Третього Райху, та Галичини, що була передана до складу генерал-губернаторства). Складався з 6 генеральних округ: Волинь-Поділля, Житомир, Київ, Дніпропетровськ, Миколаїв і Таврія.
- Кримська АРСР як суб'єкт союзного договору — 1991—1992 р. Після того, як кримський президент узяв курс на розрив з Києвом, автономія була урізана. Автономна Республіка Крим у нинішньому вигляді існує з 1998 р.
- Україна — у межах колишньої Української РСР. Незалежність проголошена 24.08.1991 р., підтверджена на всеукраїнському референдумі 01.12.1991 р. 8 грудня 1991 р. лідери України, Росії та Білорусі в Біловезькій пущі декларували розпад СРСР. 25.12.1991 р. Президент СРСР Михайло Горбачов подав у відставку.

Зараз Україна має у своєму складі 24 області, Автономну Республіку Крим та 2 міста загальнодержавного значення (Київ і Севастополь).

## Державні утворення на українській території (Схема)
Протягом останніх трьох тисячоліть на території сучасної України існувало декілька десятків державних утворень (Див. попередні розділи). Історію державної приналежності українських земель, починаючи з часів Київської Русі, зображено на схемі, що додається.
| Роки | Захід           | Захід           | Захід           | Захід                                      | Центр                                      | Центр                                      | Центр                                      | Центр                                      | Центр                                      | Схід • Південь                             | Схід • Південь                             | Схід • Південь                             | Схід • Південь                             | Схід • Південь      | Схід • Південь    |
| ---- | --------------- | --------------- | --------------- | ------------------------------------------ | ------------------------------------------ | ------------------------------------------ | ------------------------------------------ | ------------------------------------------ | ------------------------------------------ | ------------------------------------------ | ------------------------------------------ | ------------------------------------------ | ------------------------------------------ | ------------------- | ----------------- |
|      | Закарпаття      | Буковина        | Галичина        | Волинь                                     | Поділля                                    | Київщина                                   | Чернігівщина                               | Сіверщина                                  | Полтавщина                                 | Запорожжя                                  | Слобожанщина                               | Приазов'я                                  | Одещина                                    | Буджак              | Крим              |
| 800  | Білі хорвати    | Тиверці         | Білі хорвати    | Волиняни Деревляни                         | Уличі Поляни                               | Уличі Поляни                               | Сіверяни                                   | Сіверяни                                   | Хозари                                     | Хозари                                     | Хозари                                     | Хозари                                     | Хозари                                     | Хозари              | Хозари            |
| 850  | Білі хорвати    | Тиверці         | Білі хорвати    | Волиняни Деревляни                         | Уличі Поляни                               | Уличі Поляни                               | Сіверяни                                   | Сіверяни                                   | Хозари                                     | Хозари                                     | Хозари                                     | Хозари                                     | Хозари                                     | Хозари              | Хозари            |
| 900  | Білі хорвати    | Тиверці         | Білі хорвати    | Волиняни Деревляни                         | Уличі Поляни                               | Уличі Поляни                               | Сіверяни                                   | Сіверяни                                   | Хозари                                     | Хозари                                     | Хозари                                     | Хозари                                     | Хозари                                     | Хозари              | Хозари            |
| 950  | Білі хорвати    | Тиверці         |                 |                                            |                                            |                                            |                                            |                                            |                                            |                                            |                                            |                                            |                                            |                     |                   |
| 1000 | Київська Русь   | Київська Русь   | Київська Русь   | Київська Русь                              | Київська Русь                              | Київська Русь                              | Київська Русь                              | Київська Русь                              | Київська Русь                              | Печеніги                                   | Печеніги                                   | Печеніги                                   | Печеніги                                   | Печеніги            | Печеніги          |
| 1050 | Угорщина        |                 |                 |                                            |                                            |                                            | Чернігівське князівство                    | Чернігівське князівство                    | Переяславське князівство                   | Печеніги                                   | Печеніги                                   | Печеніги                                   | Печеніги                                   | Печеніги            | Печеніги          |
| 1100 | Угорщина        | Половці         | Половці         | Половці                                    | Половці                                    | Половці                                    | Половці                                    | Чернігівське князівство                    | Переяславське князівство                   |                                            |                                            |                                            |                                            |                     |                   |
| 1150 | Угорщина        | Половці         | Половці         | Половці                                    | Половці                                    | Половці                                    | Половці                                    | Чернігівське князівство                    | Переяславське князівство                   |                                            |                                            |                                            |                                            |                     |                   |
| 1200 | Угорщина        | Половці         | Половці         | Половці                                    | Половці                                    | Половці                                    | Половці                                    | Чернігівське князівство                    | Переяславське князівство                   | Галицько-Волинське князівство              | Галицько-Волинське князівство              | Галицько-Волинське князівство              | Галицько-Волинське князівство              | Київське князівство |                   |
| 1250 | Угорщина        | Золота Орда     | Золота Орда     | Золота Орда                                | Золота Орда                                | Золота Орда                                | Золота Орда                                | Золота Орда                                | Золота Орда                                | Золота Орда                                | Галицько-Волинське князівство              | Галицько-Волинське князівство              | Галицько-Волинське князівство              | Київське князівство |                   |
| 1300 |                 | Золота Орда     | Золота Орда     | Золота Орда                                | Золота Орда                                | Золота Орда                                | Золота Орда                                | Золота Орда                                | Золота Орда                                | Золота Орда                                |                                            |                                            |                                            |                     |                   |
| 1350 | Угорщина        | Золота Орда     | Золота Орда     | Золота Орда                                | Золота Орда                                | Золота Орда                                | Золота Орда                                | Золота Орда                                | Золота Орда                                | Золота Орда                                |                                            |                                            |                                            |                     |                   |
| 1400 | Угорщина        | Молдова         | Польща          | Велике князівство Литовське                | Велике князівство Литовське                | Велике князівство Литовське                | Велике князівство Литовське                | Велике князівство Литовське                | Велике князівство Литовське                | Велике князівство Литовське                | Велике князівство Московське               |                                            |                                            |                     | Феодоро           |
| 1450 | Угорщина        | Молдова         | Польща          | Велике князівство Литовське                | Велике князівство Литовське                | Велике князівство Литовське                | Велике князівство Литовське                | Велике князівство Литовське                | Велике князівство Литовське                | Велике князівство Литовське                | Велике князівство Московське               | Кримське ханство                           | Кримське ханство                           | Кримське ханство    |                   |
| 1500 | Угорщина        | Молдова         | Польща          |                                            |                                            |                                            | Велике князівство Московське               | Велике князівство Московське               |                                            |                                            | Велике князівство Московське               | Кримське ханство                           | Кримське ханство                           | Кримське ханство    |                   |
| 1550 | Трансильванія   | Молдова         | Річ Посполита   | Річ Посполита                              | Річ Посполита                              | Річ Посполита                              | Велике князівство Московське               | Велике князівство Московське               |                                            |                                            | Велике князівство Московське               | Кримське ханство                           | Кримське ханство                           | Кримське ханство    |                   |
| 1600 | Трансильванія   | Молдова         | Річ Посполита   | Річ Посполита                              | Річ Посполита                              | Річ Посполита                              |                                            |                                            |                                            |                                            | Велике князівство Московське               | Кримське ханство                           | Кримське ханство                           | Кримське ханство    |                   |
| 1650 | Трансильванія   | Молдова         |                 |                                            |                                            | Військо Запорозьке                         | Військо Запорозьке                         | Військо Запорозьке                         | Військо Запорозьке                         | Військо Запорозьке                         | Велике князівство Московське               |                                            | Османська імперія                          | Османська імперія   |                   |
| 1700 |                 | Молдова         |                 |                                            |                                            | Військо Запорозьке                         | Військо Запорозьке                         | Військо Запорозьке                         | Військо Запорозьке                         | Військо Запорозьке                         | Велике князівство Московське               |                                            | Османська імперія                          | Османська імперія   |                   |
| 1775 |                 |                 |                 |                                            |                                            |                                            |                                            |                                            |                                            |                                            |                                            |                                            |                                            |                     |                   |
| 1795 | Австро-Угорщина | Австро-Угорщина | Австро-Угорщина | Російська імперія                          | Російська імперія                          | Російська імперія                          | Російська імперія                          | Російська імперія                          | Російська імперія                          | Російська імперія                          | Російська імперія                          | Російська імперія                          | Російська імперія                          | Російська імперія   | Російська імперія |
| 1850 | Австро-Угорщина | Австро-Угорщина | Австро-Угорщина | Російська імперія                          | Російська імперія                          | Російська імперія                          | Російська імперія                          | Російська імперія                          | Російська імперія                          | Російська імперія                          | Російська імперія                          | Російська імперія                          | Російська імперія                          | Російська імперія   | Російська імперія |
| 1900 | Австро-Угорщина | Австро-Угорщина | Австро-Угорщина | Російська імперія                          | Російська імперія                          | Російська імперія                          | Російська імперія                          | Російська імперія                          | Російська імперія                          | Російська імперія                          | Російська імперія                          | Російська імперія                          | Російська імперія                          | Російська імперія   | Російська імперія |
| 1917 | ЧСР             | ЗУНР (1918)     | ЗУНР (1918)     | УНР (1917—1920), Українська Держава (1918) | УНР (1917—1920), Українська Держава (1918) | УНР (1917—1920), Українська Держава (1918) | УНР (1917—1920), Українська Держава (1918) | УНР (1917—1920), Українська Держава (1918) | УНР (1917—1920), Українська Держава (1918) | УНР (1917—1920), Українська Держава (1918) | УНР (1917—1920), Українська Держава (1918) | УНР (1917—1920), Українська Держава (1918) | УНР (1917—1920), Українська Держава (1918) | Румунія             | КримНР            |
| 1922 | ЧСР             | Румунія         | Польща          | Польща                                     | СРСР (УРСР)                                | СРСР (УРСР)                                | СРСР (УРСР)                                | СРСР (УРСР)                                | СРСР (УРСР)                                | СРСР (УРСР)                                | СРСР (УРСР)                                | СРСР (УРСР)                                | СРСР (УРСР)                                | СРСР (УРСР)         | Кримська АСРР     |
| 1954 |                 |                 |                 |                                            | СРСР (УРСР)                                | СРСР (УРСР)                                | СРСР (УРСР)                                | СРСР (УРСР)                                | СРСР (УРСР)                                | СРСР (УРСР)                                | СРСР (УРСР)                                | СРСР (УРСР)                                | СРСР (УРСР)                                | СРСР (УРСР)         |                   |
| 1991 | Україна         | Україна         | Україна         | Україна                                    | Україна                                    | Україна                                    | Україна                                    | Україна                                    | Україна                                    | Україна                                    | Україна                                    | Україна                                    | Україна                                    | Україна             | Україна           |